# Linha 13 Express do Tramway d'Île-de-France
A linha 13 Express do Tramway d'Île-de-France, anteriormente designada como Tram Express Ouest, também chamada Tangentielle Ouest ou TGO, é um projeto de extensão em trem-tram da Grande Ceinture Ouest, trecho da linha L do Transilien.
Liderado pelo Île-de-France Mobilités (ex-STIF), o projeto permitirá, a partir de 2020, ligar a estação RER A de Saint-Germain-en-Laye e a estação RER C de Saint-Cyr.
Uma segunda fase prevê a extensão da linha em direção a estação RER A de Achères-Ville via Poissy. Operada pela SNCF, ela terá eventualmente o comprimento de 19 quilômetros, ainda que uma eventual extensão para Cergy-Pontoise está também em curso de estudo.
Em 22 de janeiro de 2014, o STIF publicou um plano com a entrar em serviço no horizonte 2020, no qual ele atribui o nome "Tram Express Ouest" nesta linha.

Plano da linha.

## História

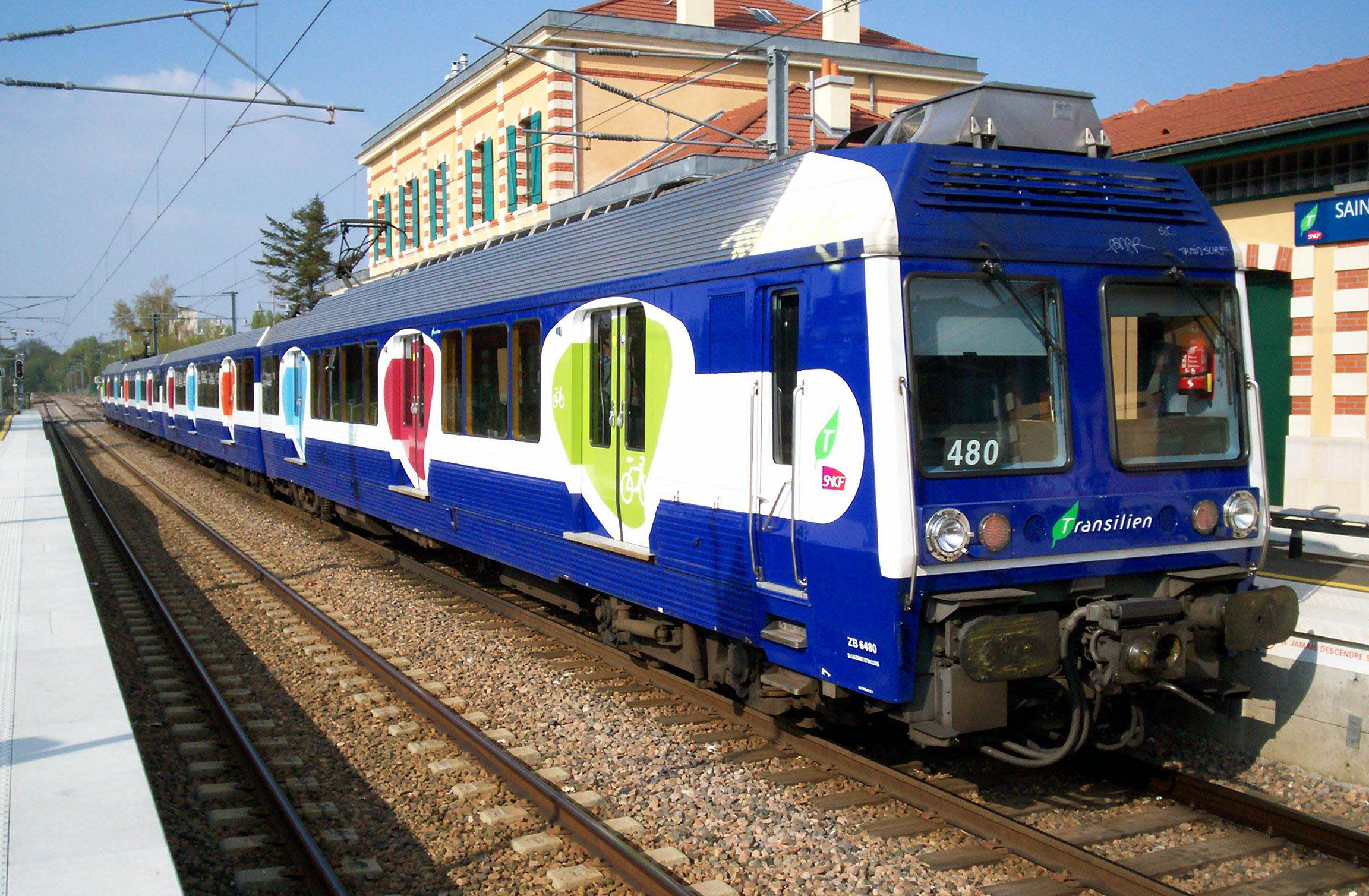
Um trem renovado Z 6400 GCO da Grande Ceinture Ouest da estação de Saint-Germain-en-Laye-Grande-Ceinture, em abril de 2007.

Em 12 de dezembro de 2004, a Grande Ceinture Ouest (GCO) é colocada em serviço na linha da Grande Ceinture de Paris, em Yvelines, entre as estações de Saint-Germain-en-Laye-Grande-Ceinture e Noisy-le-Roi, com uma correspondência na estação de Saint-Nom-la-Bretèche - Forêt de Marly com a linha a ligando a Saint-Cloud, La Défense e Paris-Saint-Lazare.
No entanto, esta reabertura é considerada uma falha parcial: em 2008, após quatro anos de operação, ela transportou de fato apenas dois mil passageiros por dia, em vez de dez mil fornecido pelos estudos. Na verdade, desprovida de correspondências eficazes, conectando as áreas geralmente pouco densas, é ironicamente apelidado pelos seus detratores a "linha dos golfes". Assim, para relançar a linha, o projeto "Tangentielle Ouest" (TGO) foi lançado a fim de estender em modo trem-tram para garantir a malha com o RER A ao norte e o RER C ao sul. A operação foi inscrita no Contrato de Projetos Estado-Região 2007/2013 sob a forma de uma extensão da Grande Ceinture Ouest (GCO) "Saint-Germain GC – Noisy-le-Roi" ao norte até "Saint-Germain RER A", bem como ao sul até "Saint-Cyr RER C" e no Contrato Particular Região / Departamento de Yvelines 2007/2013, como operação de tipo Trem-tram, entre Achères e Saint-Cyr-l’École.

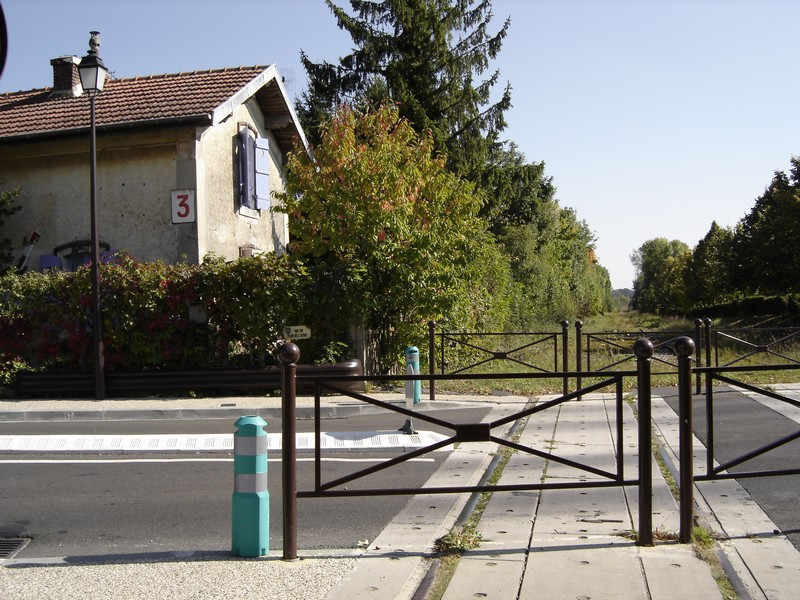
A estação de Bailly em setembro de 2008.

Por outro lado, o projeto é baseado na criação e desenvolvimento de três seções da nova linha dedicada para trens-trams:
- 3,9 km aproximadamente entre as estações de Saint-Germain-GC e de Saint-Germain-en-Laye RER;
- 1,2 km aproximadamente entre as estações de Saint-Cyr RER e Saint-Cyr-GC;
- 2 km aproximadamente entre as estações de Poissy-GC e de Achères-Ville para a segunda fase.

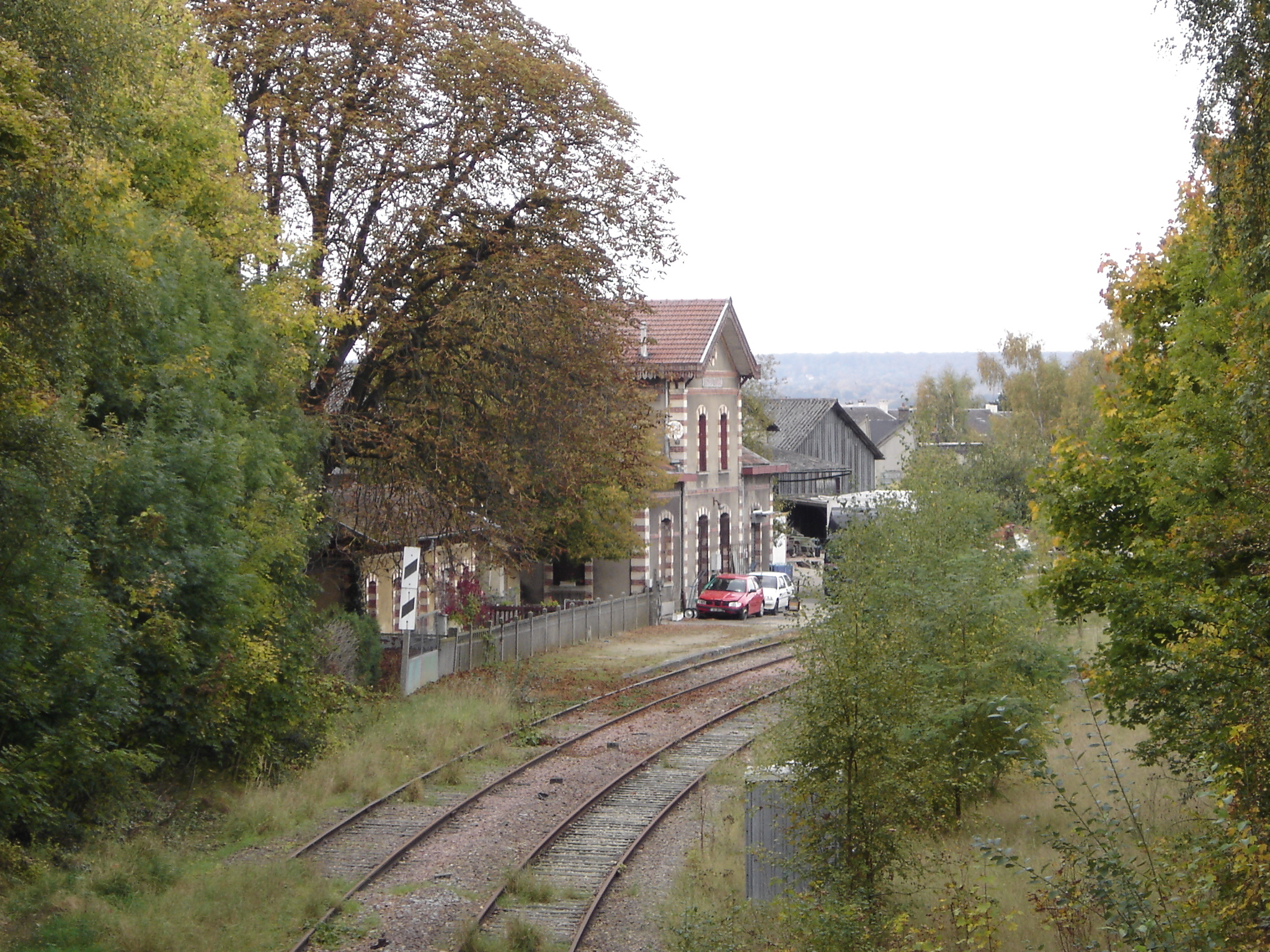
A estação de Saint-Cyr-Grande-Ceinture definitivamente abandonada, em outubro de 2008.

Em 2016, as obras iniciaram, ocasionando certamente o fechamento ao público da Grande Ceinture Ouest.
Em outubro de 2016, as obras preparatórias começaram em St-Germain-en-Laye por um período de um ano.
Em 6 de fevereiro de 2017, a derrubada de uma centena de árvores necessárias para a ligação com Saint-Germain-en-Laye começou.
A compensação da linha no lado sul começou em fevereiro de 2018. Do lado norte, a partir de fevereiro de 2018, o trabalho começou entre Saint-Germain-en-Laye-Grande-Ceinture, Camp des Loges e Saint-Germain-en-Laye RER.
A linha deve ser inaugurada entre Saint-Germain-en-Laye e Saint-Cyr no horizonte 2020.

## Estações
- Saint-Germain-en-Laye
- Camp des Loges
- Lisière Pereire
- Fourqueux - Bel-Air
- Mareil-Marly
- L'Étang - Les Sablons

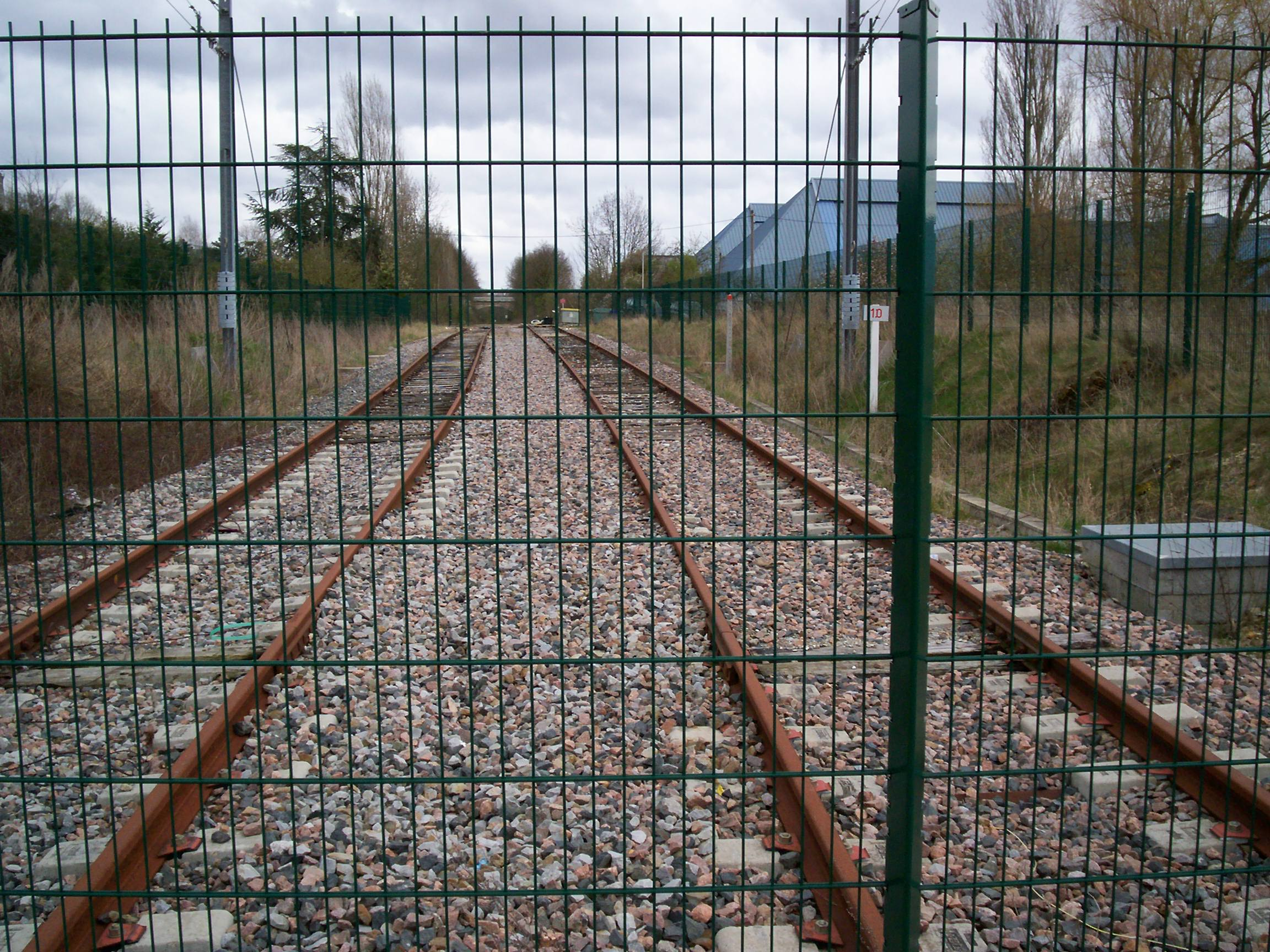
Vista das vias ainda fechadas depois de Noisy-le-Roi em direção de Saint-Cyr (abril de 2007).

- Saint-Nom-la-Bretèche - Forêt de Marly
- Noisy-le-Roi
- Bailly
- Allée Royale
- Les Portes de Saint-Cyr
- Saint-Cyr

## Extensões previstas

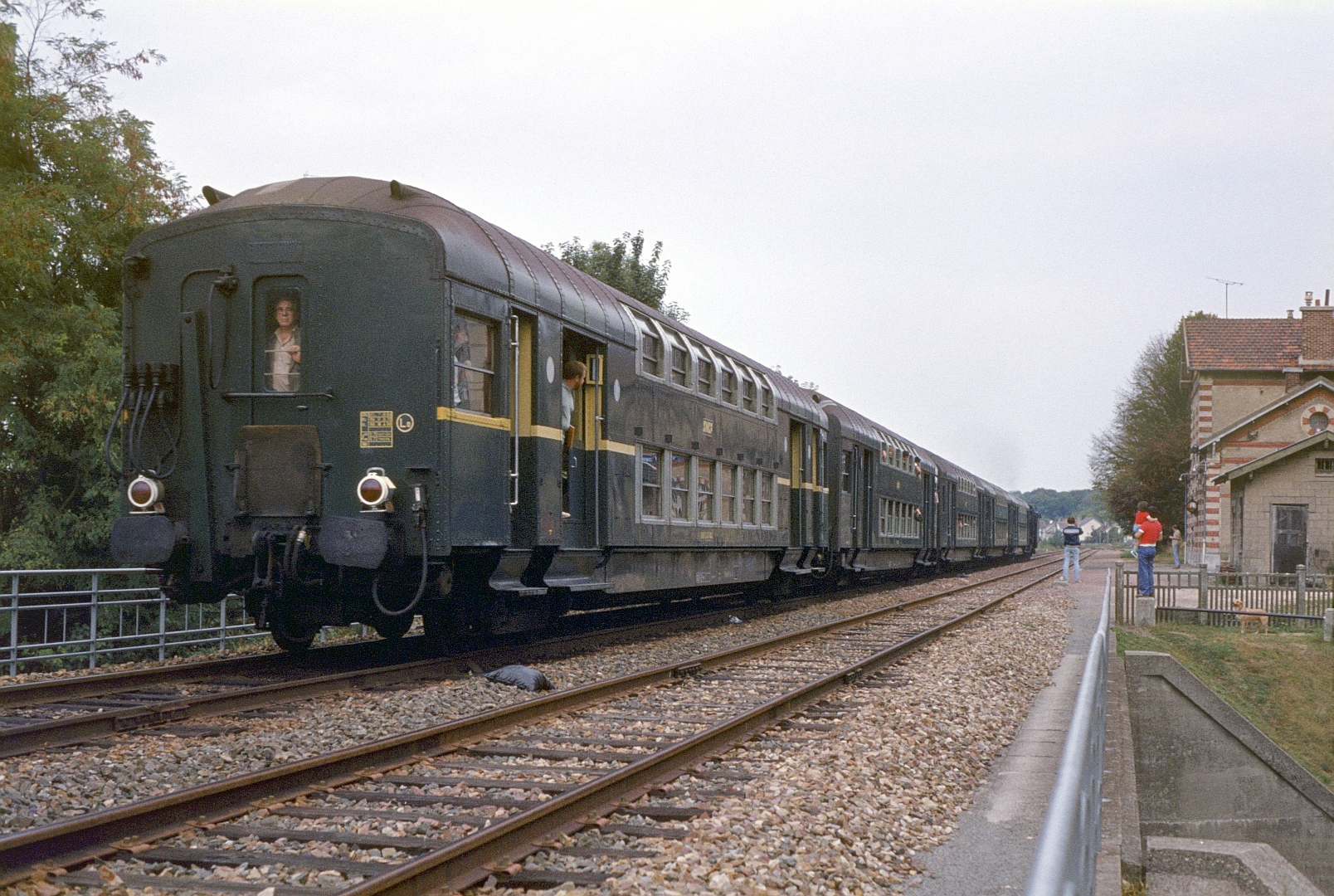
Um trem especial composto de carros de dois andares ex-État na estação de Poissy-Grande-Ceinture em setembro de 1982.

A segunda fase envolve a extensão da linha de Achères, por uma ramificação realizada a partir da estação Saint-Germain-en-Laye-Grande-Ceinture. Ele deverá ser objeto de uma atualização do dossier de objetivos e de características principais (DOCP) tendo em vista os resultados de estudos sobre a viabilidade técnica da correspondência com a linha J do Transilien e o RER A na estação nova de Achères - Chêne Feuillu e no traçado urbano entre Poissy RER e Achères-Ville RER.

### Extensão: traçado e estações

Plano da linha após a expansão.

A extensão será longo de 10 km; ele servirá as comunas de Saint-Germain-en-Laye, Poissy e Achères.
- Saint-Germain-en-Laye
- Poissy Gambetta
- Poissy RER
- Poissy ZAC
- Achères - Chêne Feuillu
- Achères-Ville RER

### Extensão para Cergy
Uma terceira fase está prevista eventualmente para estender a linha de Achères em Cergy. Esta extensão também deve ser objeto de um dossier dos objetivos e de características principais (DOCP); os estudos estão atualmente em andamento.